# Илик-хан
Илик-хан (также елек-хан, илиг-хан, илек-хан, элик) — титул правителей Караханидского государства. Согласно словарю Махмуда Кашгари, слово «илек», «илик» означает «первый», «изначальный». Текст «илик»/«илиг» часто встречается на чеканных монетах периода Караханидов, но собственно термин «илик-хан» в применении к Караханидам был введён европейскими нумизматами в XIX веке, хотя словосочетание известно в домусульманские времена у восточных тюрков как имя правителя. Мусульманские авторы добавляют титул илик-хана к имени правителя Караханидского государства Насра ибн Али, отнявшего в 999 году Мавараннахр у Саманидов. В источниках также встречается выражение «хан и илек», то есть илик на самом деле не был ханом (а, по-видимому, был подчинённым правителем; слово «илек» исчезло с самаркандских монет после достижения полной независимости и принятия правителями титула хана), выражение илик-хан возникло в результате контаминации.
Титул илика носил основатель династии правителей Караханидского государства Сатук Богра-хан.